# Železniška postaja Dovje-Mojstrana
Železniška postajališče Dovje-Mojstrana je trenutno nedelujoča železniška postaja v Podkorenu na Železniški progi Jesenice-Trbiž.
Poslopje postaje še danes stoji na zahodnem delu naselja. Potniški promet na progi je bil ukinjen 1. aprila 1966.
V okviru obsežne posodobitve slovenskega železniškega omrežja naj bi obnovili tudi kranjskogorsko progo in mojstransko postajo spet usposobili za potniški promet.